# Charles Boycott

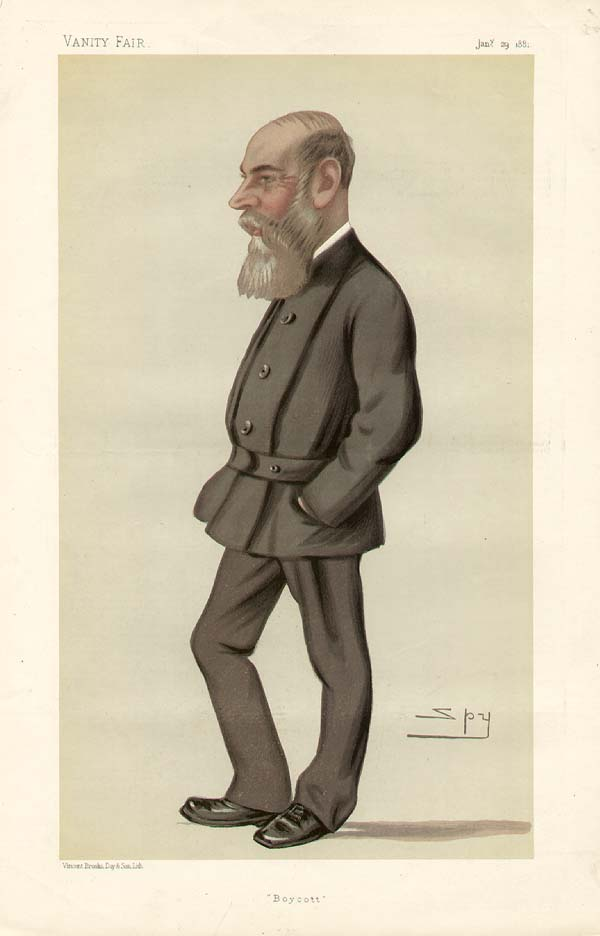
Reprezentare grafică a lui Boycott

Charles Cunnigham Boycott (* 12 martie 1832 - † 19 iunie 1897), proprietar irlandez împotriva căruia țăranii de pe moșia sa au organizat, pentru prima dată în istorie, o formă de protest numită de atunci boicot.